# Geochelone
Geochelone es un género de tortugas de la familia Testudinidae, constituido por solo 2 especies en la actualidad, nativas de África y Asia.
Los estudios genéticos han establecido que otras especies de tortugas adjuntadas a este género han sido traspasadas a otros.

## Especies
Comprende las siguientes especies:
- Geochelone elegans, tortuga estrellada de la India.
- Geochelone gymnesica †, tortuga gigante de Menorca.
- Geochelone platynota, tortuga estrellada de Birmania.